# Дејвид Бекам
Дејвид Роберт Џозеф Бекам (енгл. David Robert Joseph Beckham; Лондон, 2. мај 1975) енглески је предузетник и бивши фудбалер и репрезентативац. Председник је и сувласник клуба Интер Мајами и сувласник клуба Салфорд Сити. Играо је на месту десног крила. Један је од најбољих и најпрепознатљивијих везних играча своје генерације као и један од најбољих извођача слободних удараца у историји фудбала.
Бекамова професионална клупска каријера почела је у Манчестер јунајтеду. Дебитовао је 1992. са седамнаест година. С Јунајтедом је шест пута био првак Премијер лиге, двапут првак ФА купа и победник Лиге шампиона 1999. Затим је играо четири сезоне за Реал Мадрид. С Реалом је био шампион Ла лиге у својој последњој сезони с клубом. У јулу 2007. Бекам је потписао петогодишњи уговор с америчким клубом ЛА галакси. Док је играо за ЛА галакси двапут је био позајмљен Милану — 2009. и 2010. Први је британски фудбалер који је одиграо стотину утакмица у Лиги шампиона. Своју двадесетогодишњу играчку каријеру завршио је у мају 2013. током које је освојио деветнаест трофеја.
За репрезентацију Енглеске Бекам је дебитовао 1. септембра 1996. када је имао двадесет и једну годину. Шест година је био капитен Енглеске за коју је одиграо укупно 115 утакмица. Играо је за репрезентацију на три Светска првенства (1998, 2002. и 2006) и два Европска првенства (2000. и 2004). Двапут је био номинован за најбољег фудбалера у избору Фифе (1999. и 2001). Током 2003. и 2004. његово име је највише пута било претраживано у свету спорта на Гуглу. Нашао се на другом месту у избору за добијање Златне лопте 1999. Пеле га је 2004. уврстио на свој списак Фифа 100 који чине највећи живи играчи. Бекам је уврштен и у Кућу славних енглеског фудбала 2008. и Кућу славних Премијер лиге 2021.
Поред тога што је Бекам био светски амбасадор фудбала, од свог имена је направио маркетиншки бренд. Бекам се сматра британском и светски препознатљивом културном и модном иконом. Бекам се редовно налазио у самом врху по примањима у светском фудбалу, а 2013. је био најплаћенији играч на свету, са зарадом од преко 50 милиона долара за годину дана. Ожењен је Викторијом Бекам од 1999. Пар има четворо деце. Амбасадор је Уницефа у Уједињеном Краљевству од 2005. а 2015. је покренуо 7: The David Beckham UNICEF Fund.

## Каријера
Бекамова каријера почела је када је потписао професионални уговор са клубом Манчестер Јунајтед, а свој деби имао је 1992. године, са само 17 година. Док је он играо у тиму Манчестер Јунајтеда, клуб је шест пута био победник Премијер лиге, двапут победник ФА Купа, а 1999. године освојио је трофеј Лиге шампиона. Манчестер Јунајтед напустио је 2003. године, када је потписао уговор са шпанским клубом Реал Мадрид, у ком је остао четири сезоне. У јануару 2007. је потврђено да Бекам напушта клуб. Потписао је петогодишњи уговор са клубом из САД, Лос Анђелес галакси. Одмах је постао капитен.
Као играч Лос Анђелес галаксија, дебитовао је 21. јула 2007. у пријатељској утакмици са фудбалским клубом Челси. Његов прави почетак у лиги почео је 18. августа 2007. године, а тадашња посета стадиону била је рекордна. Публика је навијала и тапшала чим би Бекам пришао лопти.
Дана 31. јануара 2013. је потписао уговор на пет месеци са Пари Сен Жерменом, а његова целокупна зарада од играња у ПСЖ-у ће бити донирана у добротворне сврхе за локалну децу.

## Породица
Бекам је 1997. године почео да се забавља са Викторијом Адамс, која је била врло популарна као Пош Спајс, чланица бенда Спајс Герлс. Њихова веза привукла је огромну медијску пажњу, а новинари су их популарно називали „Пош и Бекс“. 24. јануара 1998. године, Бекам и Викторија су се верили, а 4. марта 1999. године добили су првог сина, Бруклина Џозефа Бекама. Тачно четири месеца касније, 4. јула 1999. године, Бекам и Викторија су се венчали у једном замку у Ирској. На венчању су биле присутне три чланице бенда Спајс Герлс - Мелани Чизом, Мелани Браун (тада Мелани Гулзар) и Ема Бантон, а кум је био Бекамов клупски друг Гари Невил.
Њихов други син, Ромео Џејмс, рођен је 1. септембра 2002. године у Лондону. За разлику од претходна два сина, њихов трећи син, Круз Дејвид, рођен је у Мадриду, а не у Лондону, 20. фебруара 2005. године. Бруклинови и Ромеови кумови на крштењу били су Елтон Џон и Елизабет Харли. Добили су и ћерку Харпер, која је рођена у Лос Анђелесу. Један су од најпопуларнијих парова на свету.

## Трофеји

### Манчестер јунајтед
- Премијер лига (6) : 1995/96, 1996/97, 1998/99, 1999/00, 2000/01, 2002/03.
- ФА куп (2) : 1995/96, 1998/99.
- ФА Комјунити шилд (2) : 1996, 1997.
- Лига шампиона (1) : 1998/99.
- Интерконтинентални куп (1) : 1999.
- Суперкуп Европе : финале 1999.

### Реал Мадрид
- Првенство Шпаније (1) : 2006/07.
- Суперкуп Шпаније (1) : 2003.

### Лос Анђелес галакси
- МЛС регуларни део сезоне (2) : 2010, 2011.
- МЛС лига (2) : 2011, 2012.

### Пари Сен Жермен
- Првенство Француске (1) : 2012/13.